# TT130
La tombe thébaine TT 130 est située à Cheikh Abd el-Gournah, dans la nécropole thébaine, sur la rive ouest du Nil, face à Louxor en Égypte.
C'est la sépulture de May, travaillant à la capitainerie de Thèbes, durant le règne de Thoutmôsis III (XVIIIe dynastie).

## Description
TT130 suit la disposition en plan typique des tombes de la période, en « T inversé » ; à partir d'une cour, un couloir mène à une pièce transversale sur les murs de laquelle le défunt et son épouse sont en offrande. Un peu plus loin, une stèle dans laquelle le défunt et sa femme vénèrent Osiris et Anubis ; des scènes très abîmées de deux hommes offrant des libations au défunt et à sa femme et, sur trois registres superposés (non achevés), des rituels funéraires sur la momie. Une peinture représente une femme offrant des libations au défunt et à son épouse qui, à leur tour, adorent la déesse Hathor en présence d'un groupe de musiciens (harpistes, luthistes, chanteurs et joueurs de tambourin).
Un couloir, sur les murs duquel le défunt et d'autres hommes sont représentés quittant la tombe pour admirer le disque solaire, mène à une chambre presque carrée sur les murs de laquelle sont représentés deux hommes avec des vases à libations ; un peu plus loin, le défunt et sa femme offrent des libations à Osiris et Hathor et inspectent un bateau avec des produits provenant de Nubie. Sur trois registres, on trouve des scènes rituelles de prêtres envers le défunt et sa femme, ainsi que des scènes fortement endommagées du pèlerinage à Abydos et de la procession funéraire.